# Bombardier Flexity Classic
Bombardier Flexity Classic – rodzina tramwajów produkowanych przez kanadyjski koncern Bombardier Transportation od 1999 roku.
W Polsce należy do niej NGT6 i NGT8, które są trójczłonowymi, jednokierunkowymi, jednostronnymi, częściowo lub całkowicie niskopodłogowymi tramwajami. NGT6 został zaprojektowany dla Miejskiego Przedsiębiorstwa Komunikacyjnego S.A. w Krakowie, w związku z powstającą w Krakowie trasą szybkiego tramwaju. NGT6 to skrót od niemieckiego wyrazu Niederflurgelenktriebwagen (niskopodłogowy wagon przegubowy), cyfra sześć oznacza, że wagon jest sześcioosiowy.

## Konstrukcja
Wyróżnikiem konstrukcji typu Classic jest stosowanie w tramwajach, klasycznych, skrętnych, napędowych wózków jezdnych w części o podwyższonej podłodze. Rodzina ta składa się z 4 grup o odmiennej konstrukcji wynikającej z rozmieszczenia wózków.
Odpowiednikami rodziny Classic są np. rodziny: Citadis X01, Citadis 100 (śląski 116Nd, gdański NGd99), Citadis 200 (NGT8-Magdeburg) koncernu Alstom oraz polskie tramwaje: typu 118N Puma produkcji HCP-FPS w Poznaniu i warszawskie 116N-Na produkcji Konstalu.
Bombardier Transportation dostarczała z Budziszyna w Niemczech zespawane i polakierowane nadwozia do MPK S.A. w Krakowie, gdzie wagony były montowane. Nadwozie jest samonośne, stalowe o konstrukcji spawanej. Połączenia międzyczłonowe są wykonane z zastosowaniem mechanicznego przegubu pod podłogą.

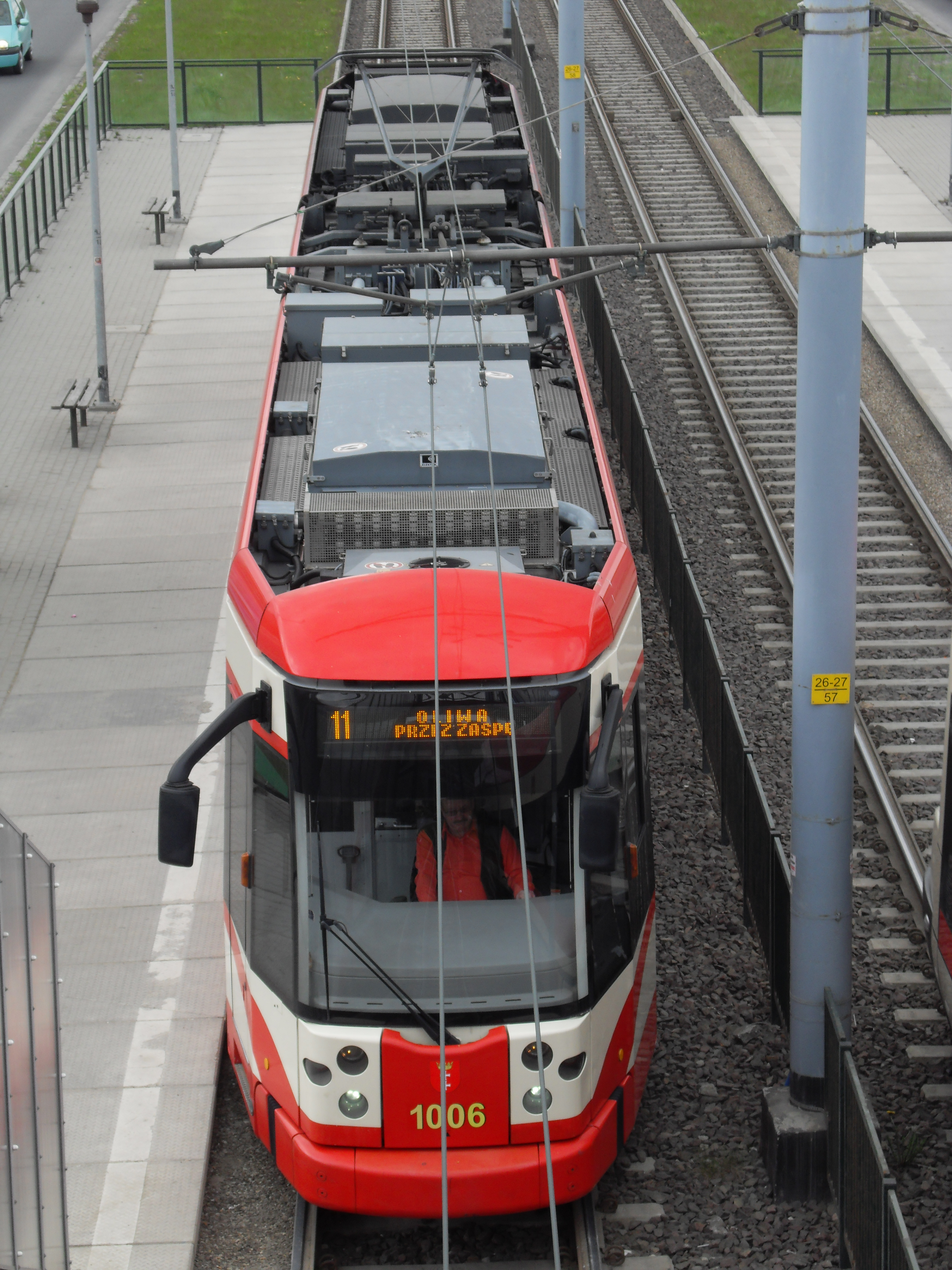
Dach gdańskiego NGT6/2

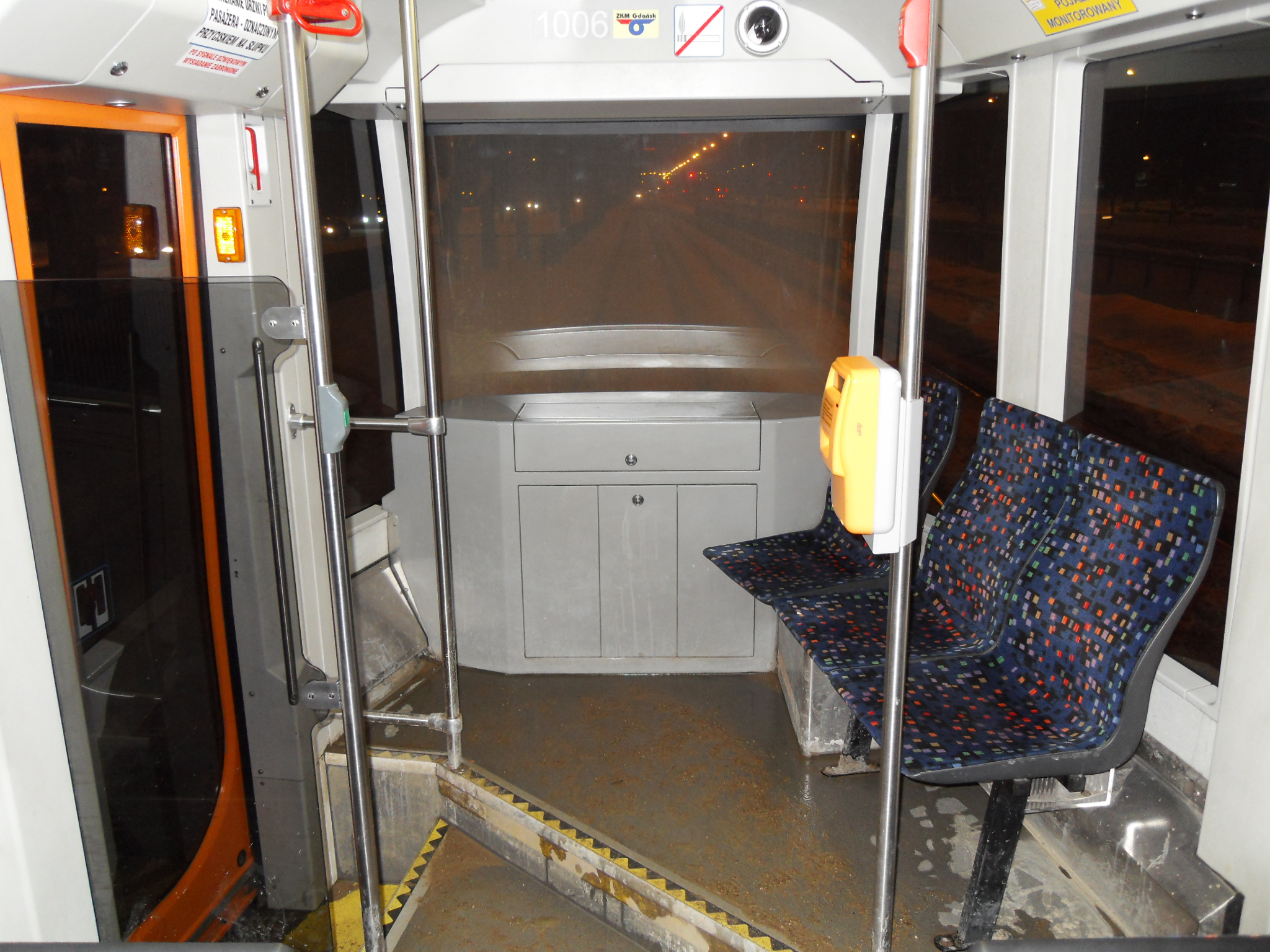
Wnętrze gdańskiego NGT6/2

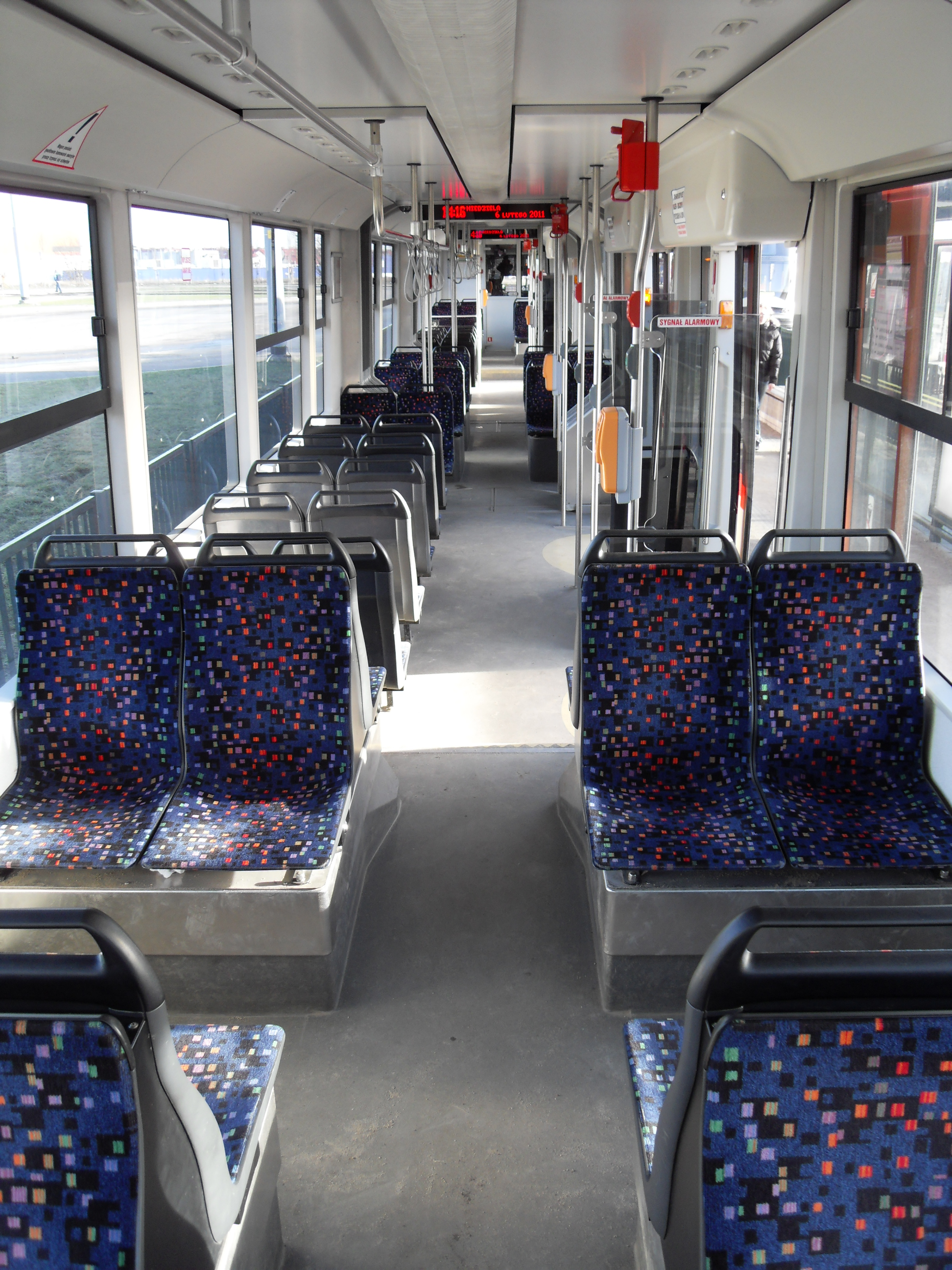
Wnętrze gdańskiego NGT6/2

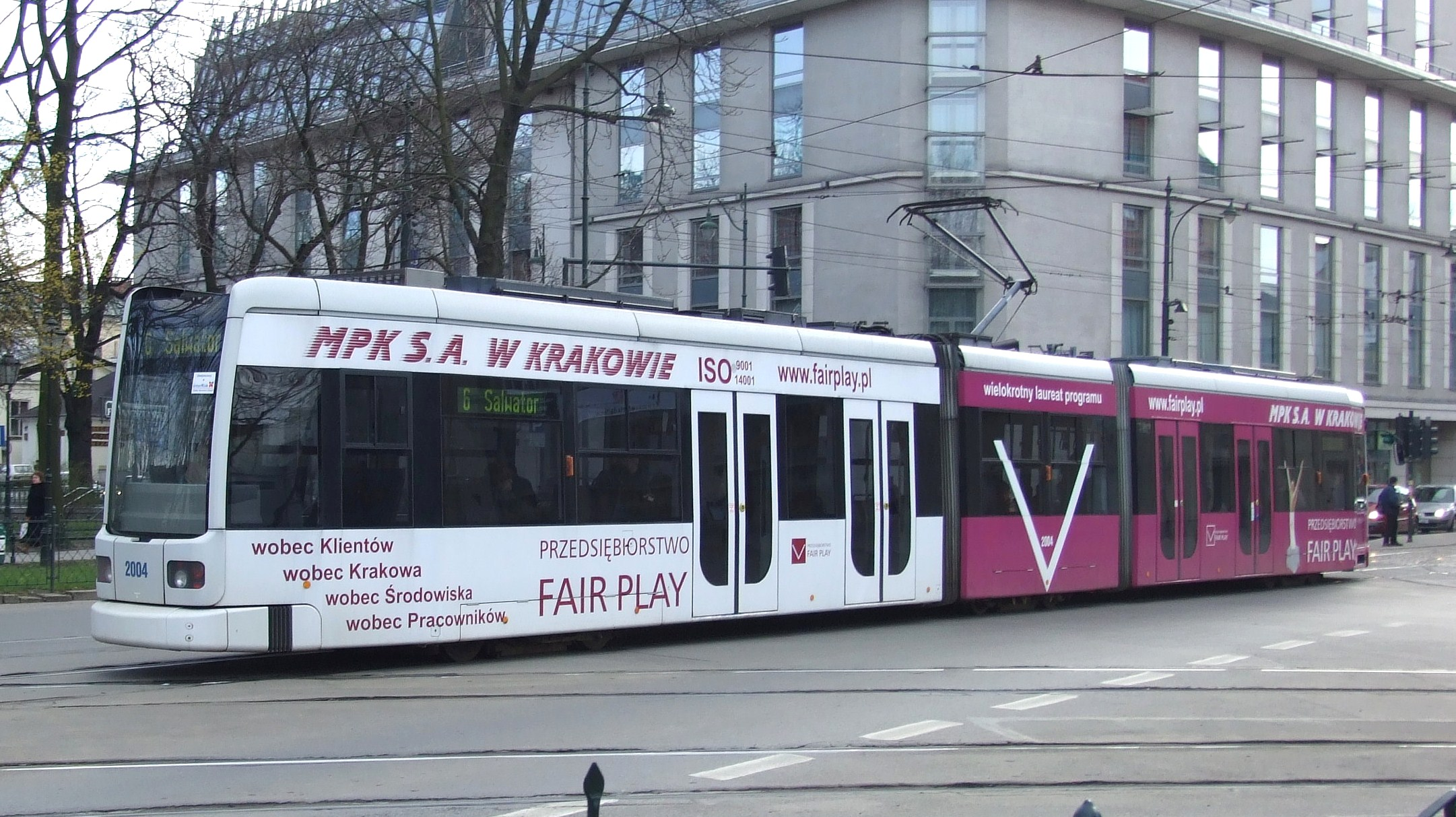
NGT6 w Krakowie

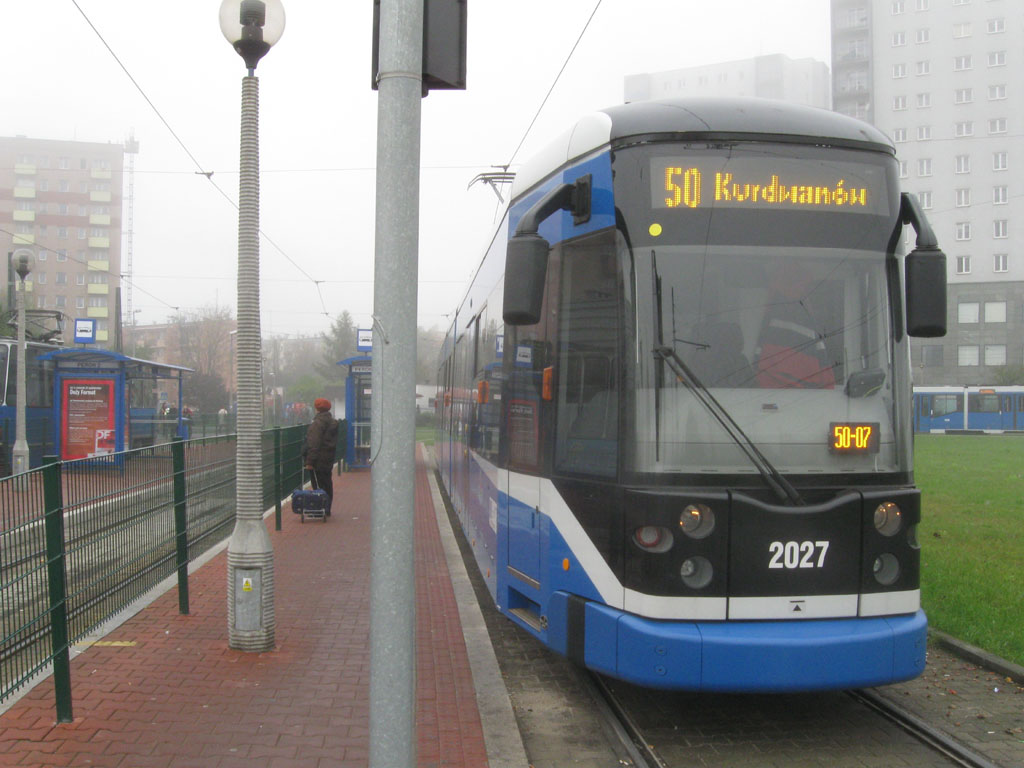
NGT6/2 (trzecia dostawa) w Krakowie

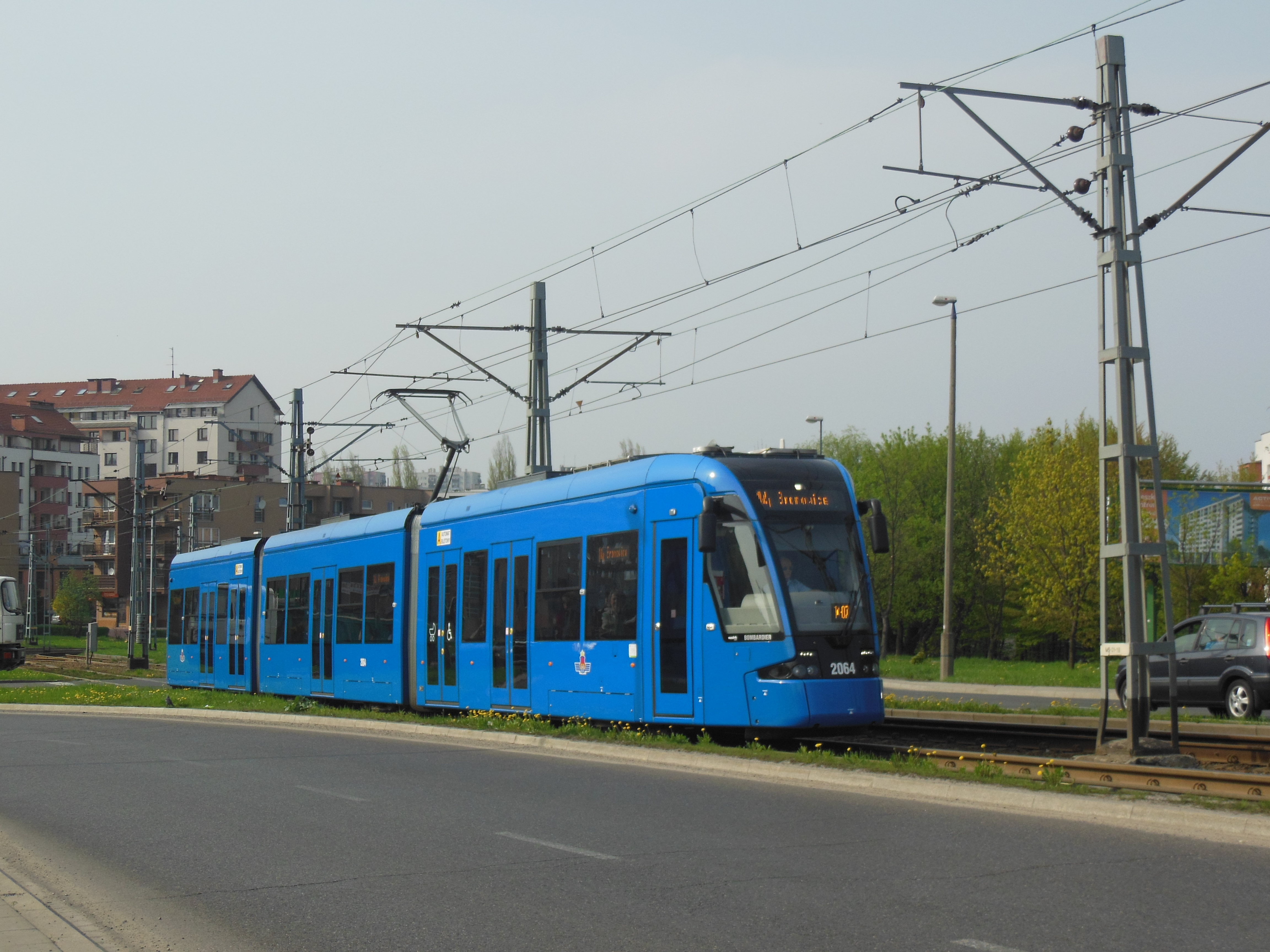
NGT8 w Krakowie

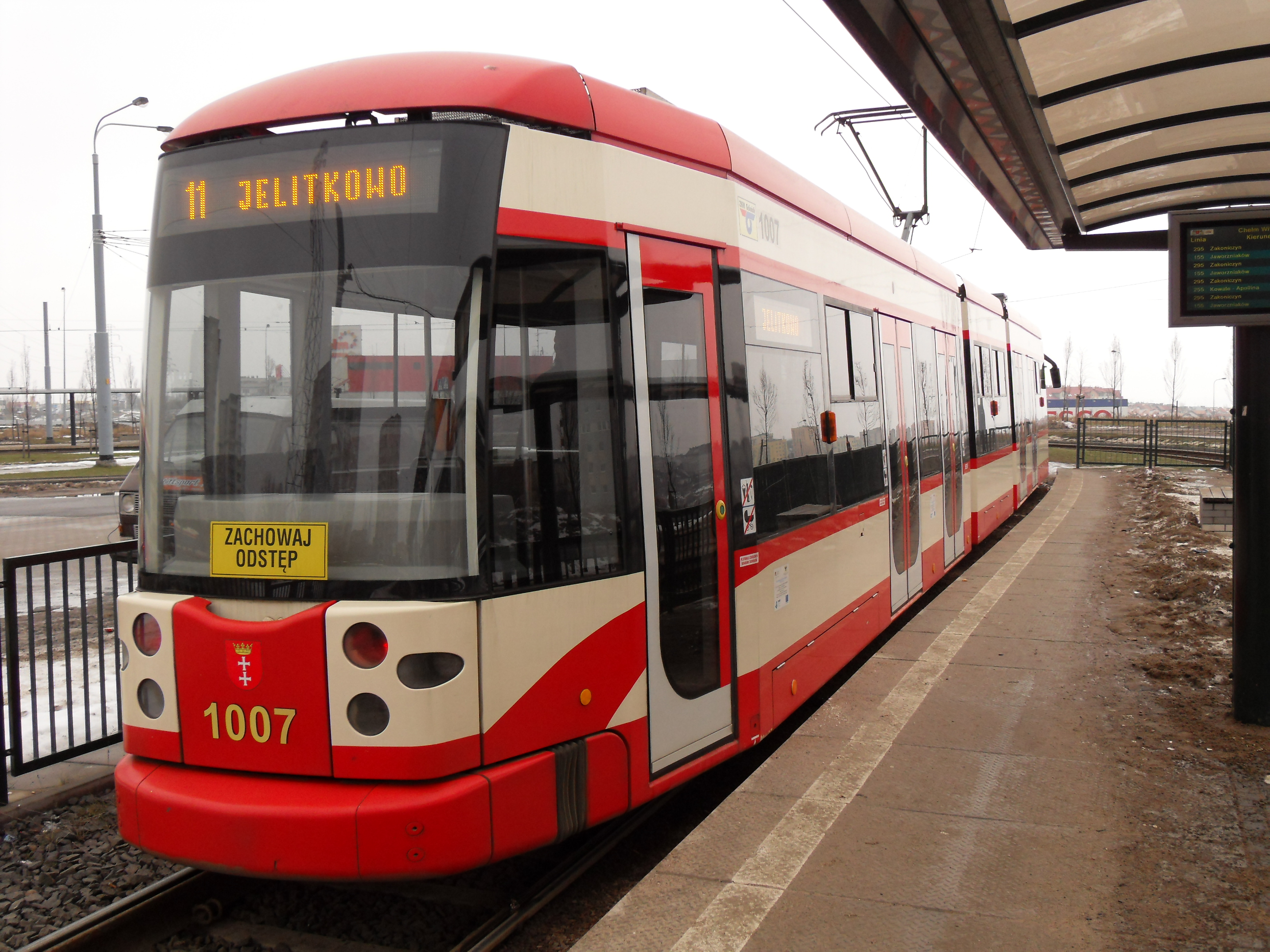
NGT6/2 w Gdańsku

Wyposażenie elektryczne wykonało przedsiębiorstwo Kiepe Elektrik. Większość urządzeń elektrycznych (w tym również urządzenia wentylacyjno-grzewcze) została zainstalowana na dachu wagonu, co pozwoliło na obniżenie poziomu podłogi wagonu oraz ułatwiło dostęp serwisowy do tych urządzeń.
Wagon wyposażony jest w dwa zewnętrzne lusterka wsteczne, ustawiane elektrycznie i podgrzewane.
Podłoga jest wykonana z kauczuku, co zapewnia izolację termiczną i akustyczną. Sufit wykonany jest z płyt laminowanych. Wagony są wyposażone w urządzenia ogrzewcze i wentylacyjne wnętrza. W suficie zamontowane są otwory nawiewowe, przez które powietrze jest wdmuchiwane z dachowych urządzeń wentylacyjno-grzewczych. Dodatkowe ogrzewacze nawiewowe zainstalowane są pod siedzeniami. Ogrzewaniem steruje komputer pokładowy.
Oświetlenie części pasażerskiej może być załączane samoczynnie za pośrednictwem czujnika światła, który zamontowany jest nad stanowiskiem motorniczego. Zainstalowane są okna z pojedynczymi szybami przyciemnionymi, klejonymi elastycznie do ramy wagonu. Wagon wyposażony jest w urządzenia głośnomówiące zewnętrzne i wewnętrzne, do przekazywania komunikatów przez motorniczego.
Wagony są wyposażone w automatyczne drzwi odskoczno – przesuwne, z elektrycznymi napędami.
W tylnej szafie aparaturowej wagonu zainstalowany jest pulpit manewrowy, który umożliwia jazdę tramwajem bez konieczności przebywania motorniczego w kabinie (na przykład manewrowanie w zajezdni). Tramwaj kierowany z pulpitu manewrowego może rozwinąć prędkość maksymalną 20 km/h.
W ścianach czołowych (poniżej reflektorów) zamontowane są odbojniki, które służą do pochłaniania energii występującej przy zderzeniach i chronią wagon przed uszkodzeniami.

### Wersje
| Typ      | Długość | Szerokość | Masa | Rozstaw toru | Miejsca siedzące | Miejsca stojące |        |
| -------- | ------- | --------- | ---- | ------------ | ---------------- | --------------- | ------ |
| NGT6     | 26 m    | 2,4 m     | 30 t | 1435 mm      | 76               | 106             | [ 8 ]  |
| NGT6-2   | 26 m    | 2,4 m     | 30 t | 1435 mm      | 73               | 111             | [ 8 ]  |
| NGT6-2GD | 26 m    | 2,4 m     | 30 t | 1435 mm      | 76               | 102             | [ 9 ]  |
| NGT8     | 32,83 m | 2,4 m     | 42 t | 1435 mm      | 77               | 148             | [ 10 ] |

#### NGT6
Tramwaje „Classic-Kraków” (nazwa od pierwszego zamówienia podtypu konstrukcji) obejmuje tramwaje przeznaczone na rynek polski. Ich budowa wynika z kompromisu między dopuszczalną skrajnią taboru i maksymalnie możliwą liczbą drzwi. Są to jednokierunkowe, trójczłonowe tramwaje z ok. 65% niskiej podłogi umieszczonej w środkowej części tramwaju (pomiędzy skrajnymi wózkami). W tej podgrupie tramwajów Classic, skrajne człony funkcjonują jako naczepowe, z jednej strony podparte na klasycznym wózku skrętnym, a z drugiej podparte na wewnętrznym członie podporowym. Człon środkowy osadzony jest na tocznym wózku nieskrętnym z osiami wykorbionymi. Układ osi Bo'+2+Bo'. Podobnie jak w alstomowskiej rodzinie citadis X01, istnieje możliwość stosowania członów wiszących, jednak dotychczas nie zbudowano takiej wersji. W Polsce przyjęło się oznaczanie tych tramwajów według bardzo nieprecyzyjnych i ogólnych zasad niemieckich, tj. NGT6 (czyli niskopodłogowy przegubowy silnikowy tramwaj 6-osiowy).
- NGT6 (I seria) – lufciki okienne[11].

- NGT6/2 (II seria) – dodatkowe, jednoskrzydłowe drzwi na tylnym zwisie wagonu, inny rodzaj maszyn drzwiowych przy drzwiach dwuskrzydłowych (ulepszone), odsuwane okna, poprawiona wentylacja (dodatkowe urządzenie wentylacyjne członu środkowego).

- NGT6/2 (II seria, trzecia dostawa) – nowa ściana przednia i tylna wraz z nowym oświetleniem (częściowo w technice LED), zmiany w instalacji elektrycznej. Zamontowano monitoring przestrzeni pasażerskiej oraz przestrzeni przed pojazdem. Dla pasażerów przygotowano dwa wyświetlacze pokazujące kierunek jazdy, numer linii oraz trzy następne przystanki (podobny system został zamontowany w wagonie nr RP612 (wcześniej 2012) z pierwszej dostawy). Poza wyświetlaczami kolejną innowacją jest głosowe zapowiadanie przystanków. Obecnie wszystkie wozy z pierwszej i drugiej dostawy także posiadają system głosowego zapowiadania przystanków. Zainstalowana klimatyzacja w kabinie motorniczego.

## Eksploatacja
| Miasto         | Przewoźnik                   | Typ            | Liczba sztuk | Numeracja   |
| -------------- | ---------------------------- | -------------- | ------------ | ----------- |
| Kraków         | MPK Kraków                   | NGT6           | 14           | RP601–RP614 |
| Kraków         | MPK Kraków                   | NGT6-2         | 36           | RP615–RP650 |
| Kraków         | MPK Kraków                   | NGT8           | 24           | RY801–RY824 |
| Gdańsk         | Gdańskie Autobusy i Tramwaje | NGT6-2GD       | 3            | 1005–1007   |
| Łączna liczba: | Łączna liczba:               | Łączna liczba: | 77           |             |

### Kraków
We wrześniu 1997 MPK Kraków podpisało z budziszyńskim oddziałem Bombardiera umowę na dostawę 14 tramwajów NGT6. 16 grudnia 1999 pierwszy tramwaj został zaprezentowany. Od października 2000 obsługiwały głównie nowo wybudowaną linię do Kurdwanowa.
30 listopada 2001 podpisano umowę na dostawę kolejnych 12 tramwajów (NGT6-2), różniących się od poprzednich dodatkowymi drzwiami oraz sposobem otwierania okien. 8 kwietnia 2003 w zajezdni Podgórze uroczyście zaprezentowano pierwszy egzemplarz drugiej serii. Całość dostaw zrealizowano w 2003 roku.
22 marca 2006 MPK podpisało umowę na dostawę kolejnych 24 tramwajów różniących się od drugiej serii przede wszystkim zmienionym wyglądem czoła.
22 lipca 2011 podpisano umowę z Bombardierem na dostawę 24 tramwajów NGT8. 4 października 2012 odbyła się oficjalna prezentacja pierwszego egzemplarza w Muzeum Inżynierii Miejskiej. Dostawy zakończono 8 maja 2013, a tramwaje skierowano do obsługi linii 14 Mistrzejowice – Bronowice i 13 Nowy Bieżanów – Bronowice Małe.

#### Galeria NGT8

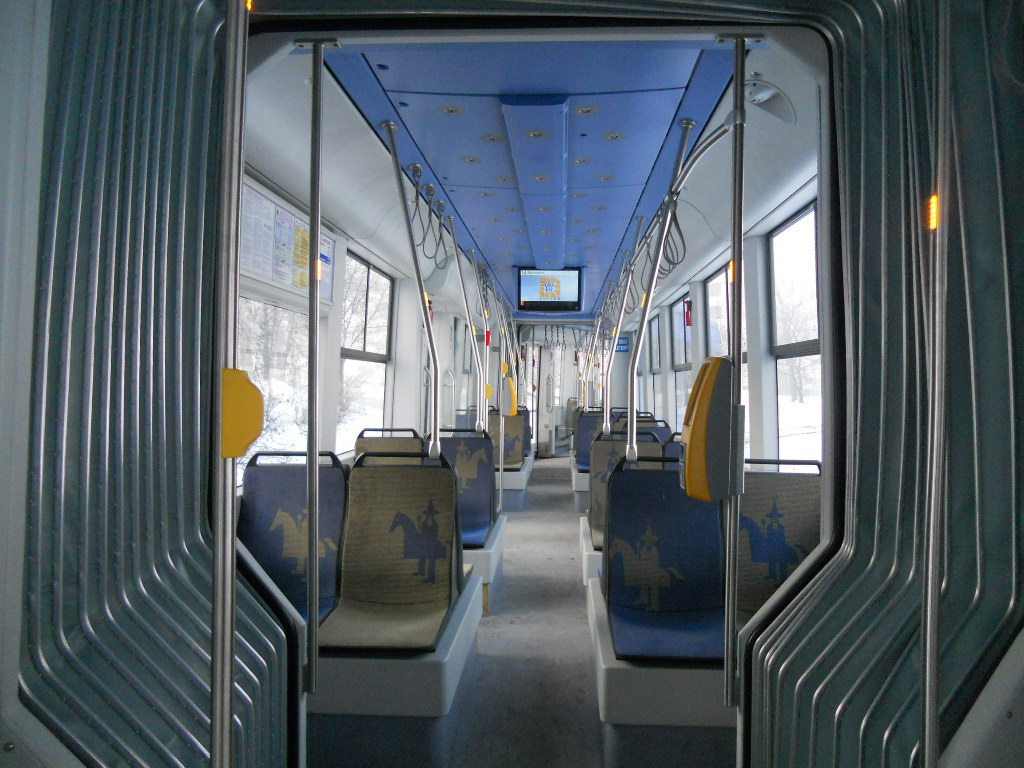
Wnętrze NGT8
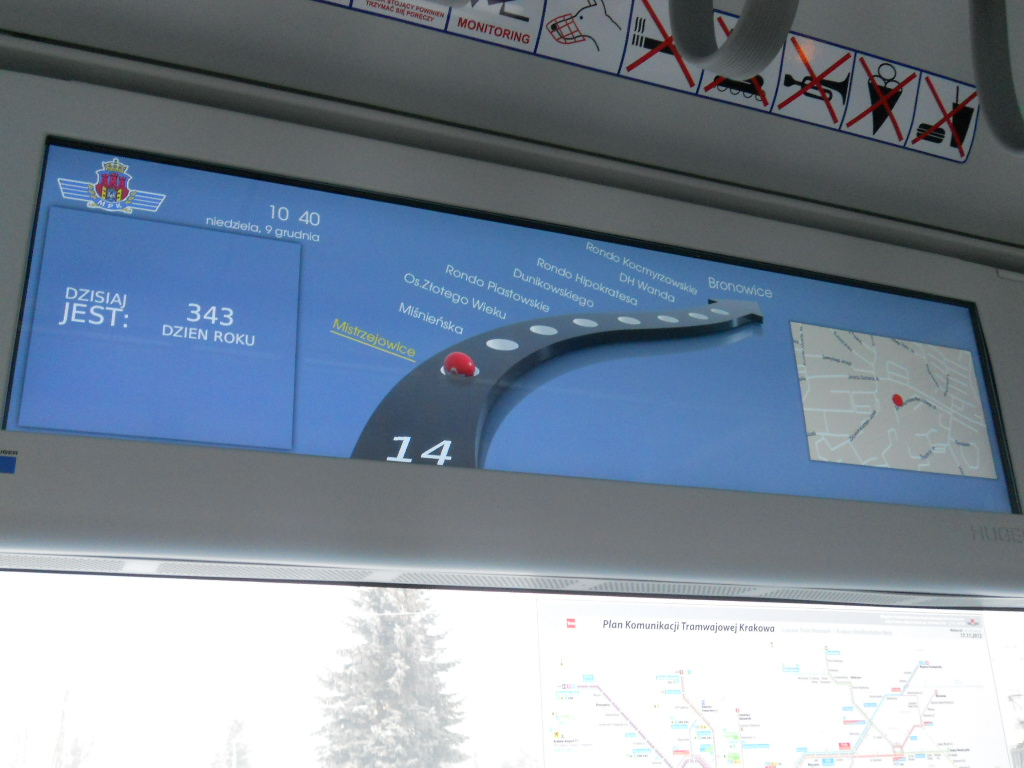
System informacji pasażerskiej
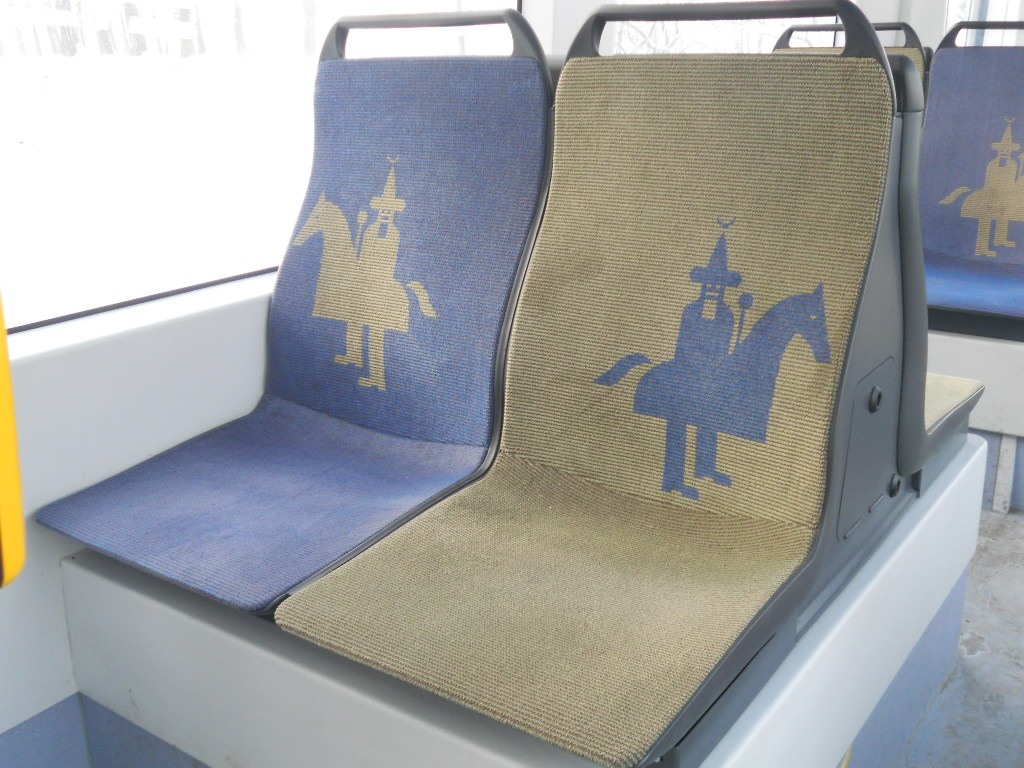
Siedzenia z motywem Lajkonika
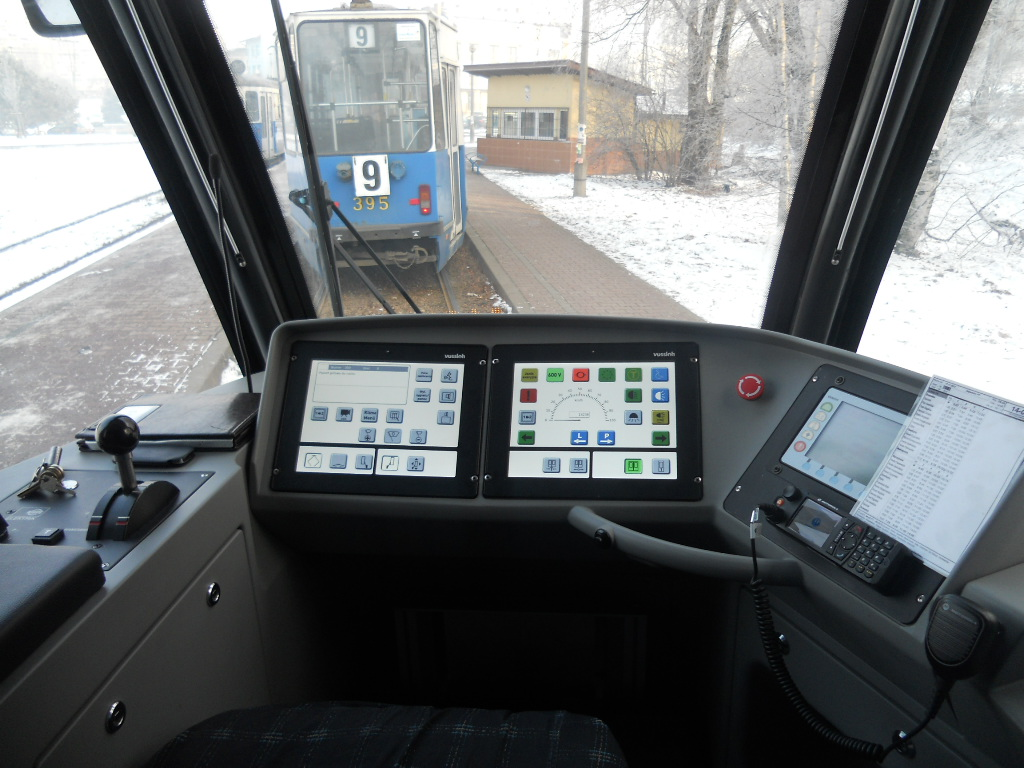
Kabina motorniczego
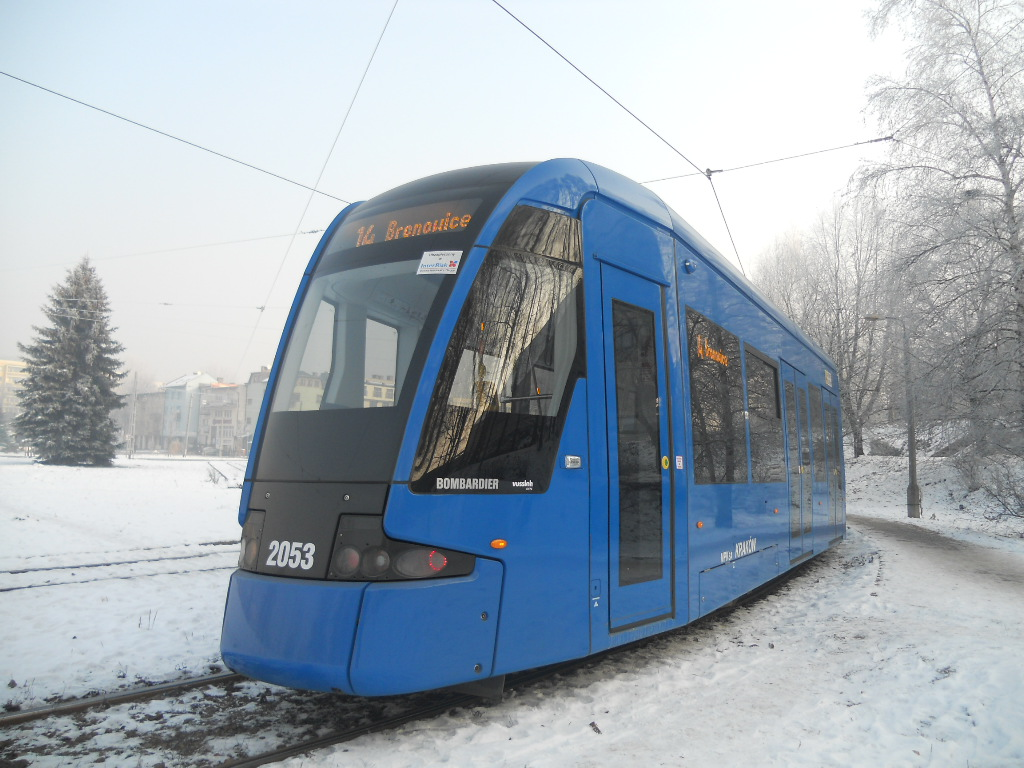
Zaokrąglone przód i tył tramwaju

### Gdańsk
Miasto Gdańsk, w ramach drugiej edycji GPKM, postanowiło w 2006 o zakupie trzech nowych składów niskopodłogowych. Wynikiem przeprowadzonego przetargu był wybór produktu kanadyjskiego konsorcjum. Wszystkie pojazdy NGT6/2 pochodzą z drugiej serii i zostały zmontowane w Krakowie. Tramwaj zabiera 76 pasażerów siedzących i 102 stojących, łącznie 178 pasażerów. Za 3 wagony Gdańsk zapłacił 21,5 mln zł. Był to pierwszy zakup fabrycznie nowych wagonów przez miasto Gdańsk w XXI wieku.
Tramwaj jest wyposażony w bezpieczne hamulce, które włączają samoczynnie wspomaganie hamulców w przypadku poślizgu.
Pierwszy z trzech zamówionych tramwajów pojawił się na gdańskich torach w nocy, z 2 na 3 grudnia 2007, a udostępniony do ruchu 19 grudnia 2007.